# The Lion Sleeps Tonight
"The Lion Sleeps Tonight", poznata kao i "Wimoweh" a u izvorniku "Mbube",  zuluska je narodna pjesma koju su izvorno snimili Solomon Linda i Evening Birds za južnoafričku diskografsku kuću Gallo Record Company 1939. godine. Tijekom 1950-ih obradili su ju mnogi pop i folk izvođači kao što su The Weavers, Jimmy Dorsey, Yma Sumac, Miriam Makeba te The Kingston Trio. Najuspješniju od svih verzija 1961. je godine snimila doo-wop skupina The Tokens. 1990-ih je stekla novu popularnost nakon što ju je studio Warner Bros. koristio za promoviranje filmova o Aceu Venturi, a Walt Disney koristio za film Kralj lavova, televizijskoj seriji koja je zasnovana na njoj te kazališni mjuzikl, zbog čega je postala predmetom tužbe od strane potomaka Solomona Linde.

## Vanjske poveznice
- Solomon Linda, Songwriter Who Penned ‘The Lion,’ Finally Gets His Just Desserts
- Sample of Mbube performed by Solomon Linda's Original Evening Birds (WMA Stream).
- NPR: All Things Considered: Family of 'Lion Sleeps Tonight' Writer to Get Millions
- The Lion Sleeps Tonight. BBC World Service Documentary by Paul Gambaccini first broadcast 16th July 2010